# 戴維·博伊德

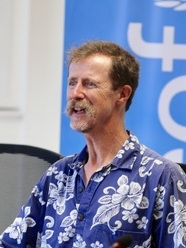
戴维·博伊德

戴维·博伊德 （英语：David R. Boyd）是一名加拿大籍环境律师、社运分子及外交官。他也是一名前任联合国人权及环境问题特别报告员。

## 社会运动
他支持埃斯卡苏协议的通过及印尼空气污染诉讼案。他还呼吁各国停止对煤炭项目的融资 。博伊德还是#1Planet1Right运动的支持者。他与其他联合国专家共同谴责谋杀社运分子Nacilio Macario事件。他也曾向联合国人权理事会提交关于水危机的报告。

## 教育
博伊德从阿尔伯塔大学商学学位、从多伦多大学获得法学学位及从不列颠哥伦比亚大学获得资源管理和环境研究博士学位。他曾是生态正义的执行总监。他现今于不列颠哥伦比亚大学当讲师。

## 著作
- Why all human rights depend on a healthy environment （页面存档备份，存于）, The Conversation, 2020-10-27
- The Rights of Nature (ECW Press, 2017), ISBN 9781770412392
- The Optimistic Environmentalist (ECW Press, 2015), ISBN 9781770907645
- Cleaner, Greener, Healthier: A Prescription for Stronger Canadian Environmental Laws and Policies (UBC Press, 2015)
- The Environmental Rights Revolution: A Global Study of Constitutions, Human Rights, and the Environment (UBC Press, 2012).